# Алакалуфи
Алакалу́фи (також відомі як алакалуф, алаквулуп або кавашкар) — південноамериканський індіанський народ, який відносять до вогнеземельців.

## Територія проживання, чисельність, родичі і субгрупи
Люди алакалуф мешкають в Чилі в районі Магелланової протоки на півострові Брансвік і островах Веллінгтона, Санта-Інес і Десоласьйон. 
Чисельність населення алакалуфів ніколи не була великою, число їх спільноти історично завжди були меншим за 5 тисяч чоловік — на початок XIX століття їх нараховувалося 4 тисяч чоловік. Через винародовлення вже у 20-х роках XX століття алакалуфів лише 150 чоловік.
Станом на 2006 рік було зареєстровано лише 15 чистокровних алакалуфів, ще в півтора рази більшою є група метисизованих алакалуфів.  
Люди алакалуф близькі іншим вогнеземельцям — яганам і она. Тим не менше вчені нараховують традиційні племена (роди), представники яких раніше включало середовище алакалуфів: адвіліін, аксанас, власне алакалуф, кален, каукауе, еноо, лечеел, таїхатаф, єкінауере.

## Раса і мова
У антропологічному відношенні алакалуфи належать до окремої американської раси великої монголоїдної раси, що вирізняється низьким зростом, мезокефалією, пухкими губами. 
Традиційна мова народу — кавашкар є ізольованою. Хоча зараз нею і доступна початкова шкільна освіта, головною проблемою лишається брак її носіїв.  

## Історія та господарство
Алакалуфи населяли західне узбережжя Патагонії і Вогняної землі та прилеглі острови. Заселення цих районів, ймовірно, відбувалося з півночі приблизно від 8—6 тисячоліття до н.е. 
Контакти з іспанцями почалися у XVI столітті, посилилися у XIX столітті, що призвело до поширення хвороб і вимирання вогнеземельців. 

Будівництво традиційної хатини алакалуфів

В 1930-х роках алакалуфи почали селитися на острові Веллінгтона у селищі Пуерто-Еден.
Алакалуфи традиційно, до середини XX століття, були кочовим народом, що промишляв переважно рибальством. Через прив'язаність до моря, алакалуфи зрідка практикували збиральництво їстівного коріння, і зовсім не займалися мисливством, обмінюючись його продуктами з сусідніми она, тим більше не знаючи сільського господарства.
Зараз не залишилось алакалуфів, що ведуть традиційний спосіб життя.

## Традиційна культура
Для алакалуфів характерні знаряддя праці з мушель та кістки (каміння майже не використовувалося).
Традиційне житло — куполоподібна жердяна хатина. 
Алакалуфи виготовляли човни з кори, після завоювання іспанцями — з дощок.